# تاکو، آئوموری
تاکو، آئوموری (به لاتین: Takko, Aomori) یک منطقهٔ مسکونی در ژاپن است که در Sannohe District واقع شده‌است. تاکو ۲۴۱٫۹۸ کیلومترمربع مساحت و ۵٬۴۶۲ نفر جمعیت دارد.